# Ruth Davidon
Ruth Davidon (* 20. März 1964 in New York City) ist eine ehemalige Ruderin aus den Vereinigten Staaten.

## Sportliche Karriere
Die Tochter des Bürgerrechtlers William Davidon begann 1978 mit dem Rudersport. Bei den Weltmeisterschaften 1993 startete der amerikanische Doppelvierer in der Besetzung  Serena Eddy-Moulton, Monica Tranel, Michelle Knox-Zaloon und Ruth Davidon und gewann die Bronzemedaille hinter den Booten aus China und aus Deutschland. Ab 1994 trat Davidon im Einer an. Sie belegte den zwölften Platz bei den Weltmeisterschaften 1994 und den sechsten Platz bei den Weltmeisterschaften 1995. Bei den Olympischen Spielen 1996 in Atlanta trat sie ebenfalls im Einer an und belegte den sechsten Platz.
Vier Jahre später kehrte sie noch einmal zum Leistungssport zurück und bildete einen Doppelzweier mit Carol Skricki. Die beiden belegten im Weltcup zweimal den dritten Platz. Bei der Olympischen Regatta in Sydney verpassten die beiden als Vierte knapp eine Medaille mit 0,9 Sekunden Rückstand auf die drittplatzierten Litauerinnen.